# Williams Field
Williams Field ou Willies Field (code OACI : NZWD) est « l'aéroport » de l'United States Antarctic Program et le principal terrain d'aviation dans l'Antarctique. L'aéroport est situé à environ 10 km au large de l'île de Ross et il dessert notamment les bases antarctiques McMurdo et Scott. En outre, Williams est le principal terrain d'aviation pour les opérations aériennes dans le continent Antarctique.
Williams Field a été nommé en l'honneur de Richard T. Williams, un technicien de l'United States Navy qui s'est noyé lorsque son tracteur bulldozer D-8 a troué la glace le 6 janvier 1956. Williams et d'autres membres du personnel participaient à l'opération Deep Freeze, une mission militaire américaine de construction d'une station permanente de recherche en sciences (McMurdo Station) en prévision de l'Année géophysique internationale de 1957-1958.
La piste est habituellement utilisée de décembre à la fin février. Les autres aéroports, comme Ice Runway est utilisée d'octobre à décembre et Pegasus Field utilisé au mois d'août et de décembre jusqu'à février chaque saison.